# Thaddäus Hüppi

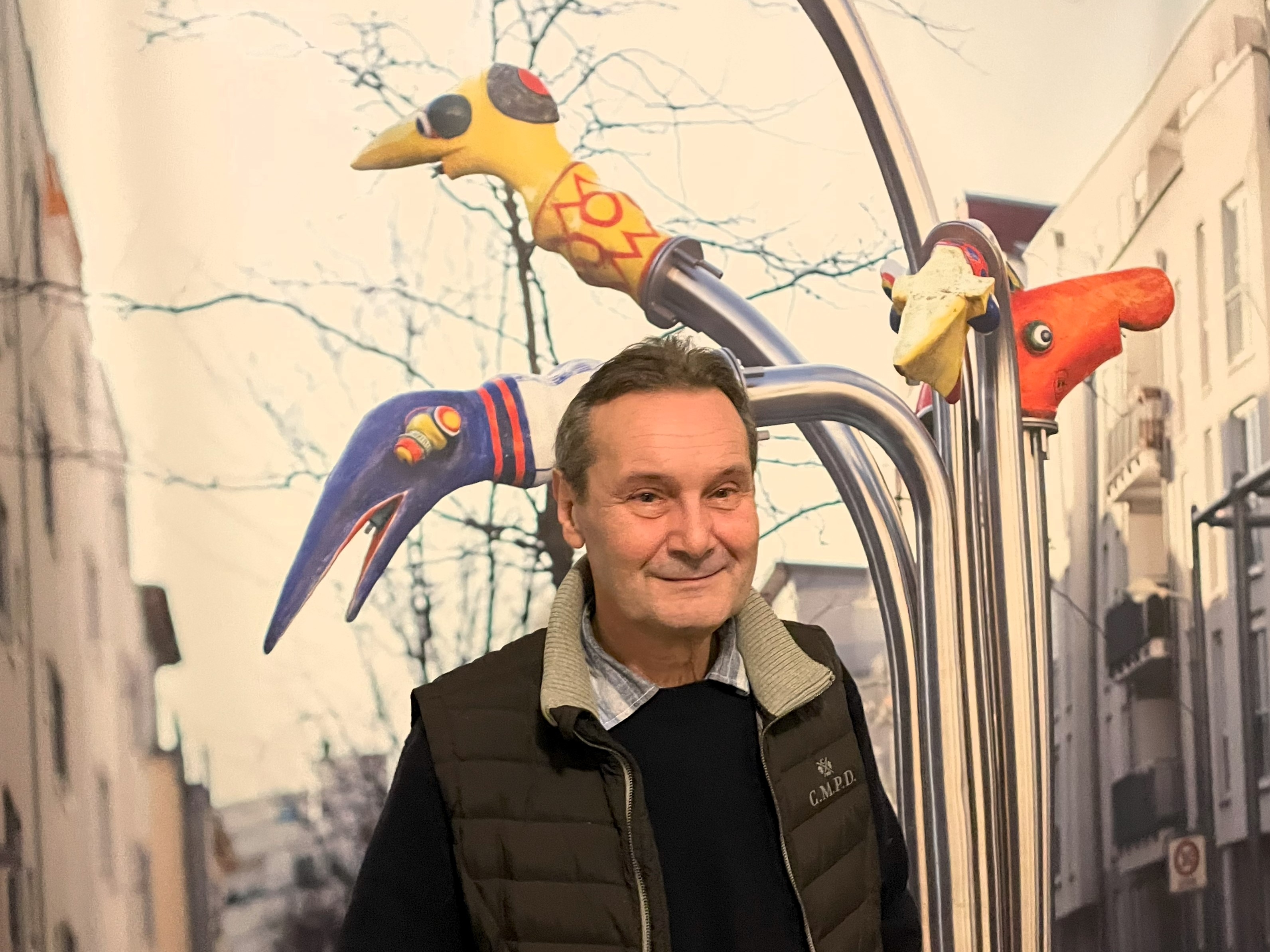
Thaddäus Hüppi und sein Brunnen „Uccellacci e uccellini“ in Karlsruhe.

Thaddäus Hüppi (* 1963 in Hamburg) ist ein deutsch-schweizerischer Bildhauer und Maler. Von 2010 bis 2016 lehrte er an der Kunsthochschule Berlin-Weißensee. Er lebt und arbeitet in Baden-Baden.

## Leben
Thaddäus Hüppi stammt aus einer deutsch-schweizerischen Künstlerfamilie. Er ist Sohn des Schweizer Malers, Grafikers und Bildhauers Alfonso Hüppi und der Malerin Brigitta Hüppi-Weber. Auch der jüngere Bruder Johannes Hüppi ist Maler. Nach der Mittleren Reife begann Thaddäus Hüppi mit 17 Jahren eine Schreinerlehre. In Freiburg im Breisgau, Genf und Berlin arbeitete er von 1980 bis 1986 als Bau- und Möbeltischler. Nach Ende der Ausbildung sollte er Teilhaber einer Tischlerei in Berlin werden. Hüppi wählte jedoch die Freiheit, ging für ein Jahr als selbständiger Tischler auf Wanderschaft. Den Sprung auf die Kunstakademie empfand er als bewussten Bruch einer vorgezeichneten beruflichen Perspektive.

## Künstlerische Anfänge
Die Berührung mit Kunst im Elternhaus empfand Thaddäus Hüppi zunächst als konzentrierte Arbeit der Mutter. Gleichzeitig lernte er in den 1960er und 1970er Jahren bei Ausstellungen und Einladungen namhafte Künstler und ihre Arbeiten kennen. Prägend sind die Werke des Schweizer Malers und Dichters André Thomkins, ein Freund der Familie. Dessen groteske Masken aber auch Wortspiele, Anagramme und Palindrome finden eine ideenreiche Fortsetzung in Hüppis Arbeiten. Hüppi bedient sich aus dem reichen Repertoire subkultureller Traditionen und alter Volkskunst. Elemente der alemannischen Fastnacht und des jüdischen Mystizismus (Golem) haben inhaltlichen Einfluss auf sein Gesamtwerk.
Thaddäus Hüppi ist fasziniert vom dreidimensionalen Arbeiten und von einer freien künstlerischen Entfaltung. „Kunst ist ein Handwerk, eine Lebensform, der man wie jeder andere frei Schaffende und frei Denkende mit Disziplin und Offenheit für Neues nachzugehen hat“.
Von 1986 bis 1991 studierte er zunächst Malerei an der Hochschule für bildende Künste Hamburg bei Kai Sudek und Bernd Koberling. Danach wechselte Hüppi zur Bildhauerei an die Staatliche Hochschule für Bildende Künste–Städelschule in Frankfurt, studierte bei Ulrich Rückriem und Ludger Gerdes. Seit 1981 stellte Thaddäus Hüppi in Einzel- und Gruppenausstellungen seine Werke u. a. in Berlin, Düsseldorf, München, London, Amsterdam, USA, Korea, Schweiz, Österreich, Frankreich und Polen aus.

## Lehre und Funktionen
2010 übernahm er eine Gastprofessur für Bildhauerei an der Kunsthochschule Berlin-Weißensee. Von 2011 bis 2016 war er an der Kunsthochschule Berlin-Weißensee als Professor für künstlerische Selbstorganisation, Wertsteigerung und Ausstellungskonzeption tätig. Im gleichen Zeitraum leitete er die Kunsthalle am Hamburger Platz in Berlin.
Parallel zu seiner künstlerischen und lehrenden Tätigkeit schreibt Hüppi für Fachliteratur und Zeitschriften in Hamburg, Frankfurt und Düsseldorf. Zwischen 1998 und 2005 gehörte er dem Vorstand der „Gesellschaft der Freunde junger Kunst“, Baden-Baden an. Seit 2005 ist er Beiratsmitglied der Staatlichen Kunsthalle Baden-Baden. 2016 war er Mitbegründer des Bundesverbandes Deutscher Hochschulgalerien.

## Werk
Während sich die Kunststudenten der 1980er und 90er Jahre malerisch der Abstraktion, der Fotografie oder der Videokunst widmeten, schlug Thaddäus Hüppi einen eigenwilligen Weg ein. Künstlerisch passt er in keine Schublade, zu breit und umfassend ist sein Repertoire an schöpferischer Entfaltung, die gelegentlich mit Tabus bricht, aneckt und gleichzeitig belustigen kann.

### Künstlerischer Kontext
Hüppis clowneske Figuren, groteske Erscheinungen und fremdartige Kreaturen schweben nicht im kontextlosen Raum. Sie erfüllen Funktionen, die es notwendig machen, den Sinn hinter Bild oder Plastik zu erkennen. Thaddäus Hüppi gibt Antworten auf gesellschaftliche Zustände, politische Ereignisse und das Alltägliche. Seine Werke tragen Namen, die Stellung beziehen und mit Ereignissen konfrontieren, aber auch als reine Wort-Spielereien und Palindrome für sich stehen. Beispiel für den Titel eines Werkes: „he Guru geh“.

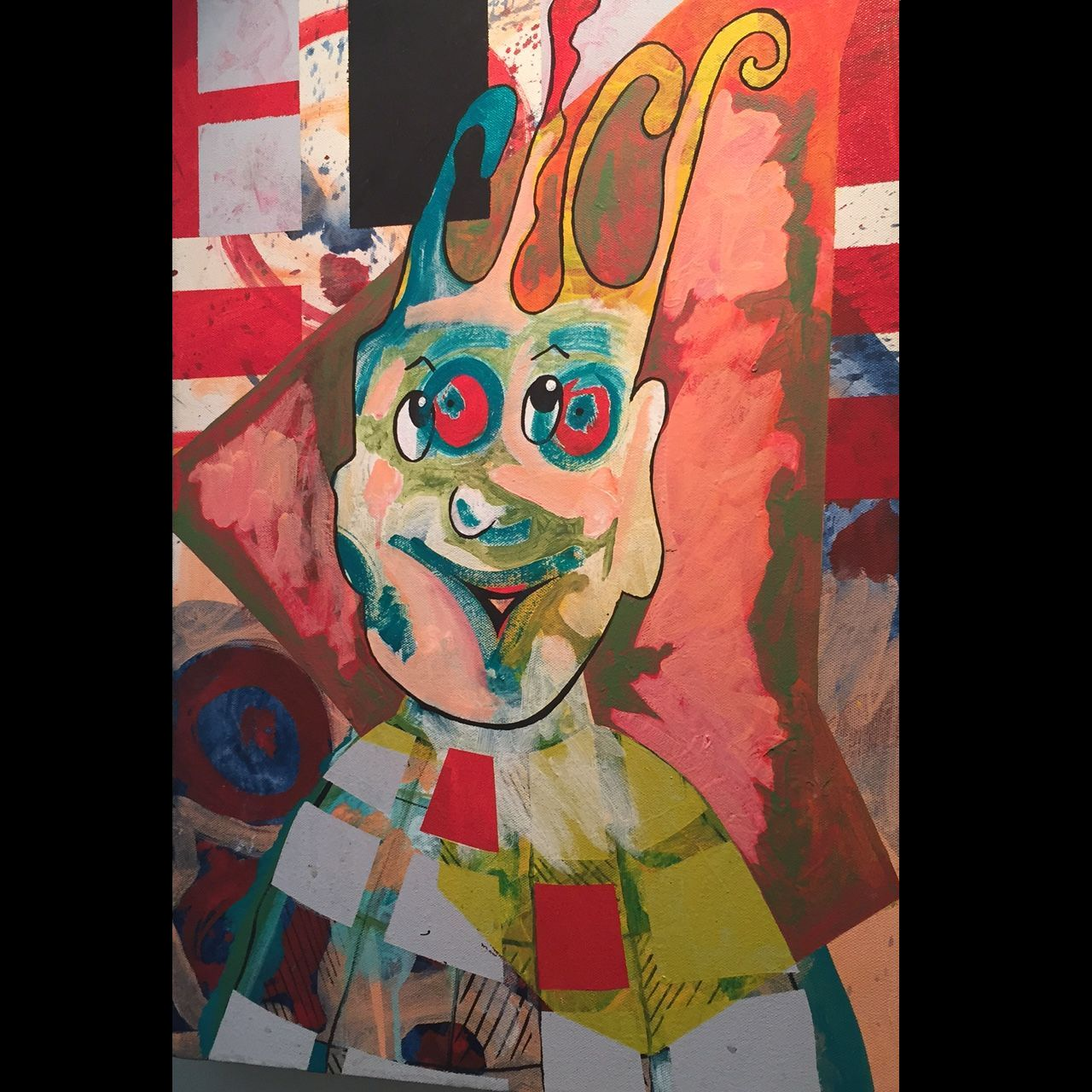
Velvet Underground, Öl auf Leinwand

Als Beispiel für politische Bezüge dient das 2019 geschaffene Bild „Jeder“. Als Hintergrund eine verhuschte Deutschlandflagge. Groteske bunte Wesen, Vielfüßler, Wurmartiges mit menschlichen Gesichtszügen und Knollnasen krabbeln und wabern kreuz und quer und dazwischen schreibt Hüppi in Druckbuchstaben „Jeder“. Die Antwort auf den Versuch der damaligen CDU Bundesvorsitzenden Annegret Kramp-Karrenbauer, die Freiheit im digitalen Raum einzuschränken: Ein Gemälde zu Artikel 5 Grundgesetz. „Jeder hat das Recht, seine Meinung in Wort, Schrift und Bild frei zu äußern und zu verbreiten und sich aus allgemein zugänglichen Quellen ungehindert zu unterrichten“.
Thaddäus Hüppis künstlerische Philosophie greift indes tiefer: „Wie kann man modern sein, und doch Themen und formale Prinzipien aufgreifen, die bis ins Mittelalter hineinreichen?“ Für ihn löst sich dieser scheinbare Widerspruch in der Verwendung moderner Materialien, die er mittelalterlich kirchlichen oder heidnischen Motiven überstülpt. Schließlich vermischt er mit modernsten Erfahrungen der Werbung und des Comics. „Zum modernen Kunstwerk gehört das Geheimnis, das es zu ergründen gilt, kein abbildender Realismus, sondern Verschlüsselung und Symbolisierung der Wirklichkeit“. Dies gilt für seine Skulpturen wie auch für die Malerei.

### Skulpturen und Malerei
Der Bildhauer Hüppi arbeitet mit ziemlich allen Materialien: Bronze, Kunstharz, Stein, Gips, Ton, Keramik, Papier, Hartfaserplatten bis hin zu Autoreifen und Windschutzscheiben. Der Maler Hüppi überlässt Skulpturen und Plastiken nicht der Beschaffenheit der verarbeiteten Materialien, sondern setzt ihnen sein kräftiges Farbenspiel auf. Seine Skulpturen finden sich im öffentlichen Raum wie auch als Kunst am Bau.
Zum Malen benutzt Hüppi Acrylfarben, Aquarell, fluoreszierenden Farben und Tusche. Er malt auf Papier, Leinwand, Holz und Glas. Je nach Belichtung verändert sich seine Gemälde in Form und Ausdruck.
Seine handwerkliche Erstausbildung als Bau- und Möbeltischler gibt ihm ein besonderes Gefühl für das zu formende Material. Als Ergebnis entwickeln sich Köpfe mit langen oder kurzen Nasen, Glubschaugen, Schmollmündern, Teleskopen, Fühlern, kahlköpfig oder mit Sturmfrisuren, mal lustig, mal finster, mal stumm, mal mit irritierendem Geplapper oder Gesang. Auf den ersten Blick entspringt Hüppis Figuration der Bildwelt des Cartoons, der Comics und der Märchen. In den 70er Jahren mit Comics sozialisiert und von den lustigen, frechen und grotesken Figuren fasziniert, entwickelt er seine „Köpfe“ im zwei- und dreidimensionalen Raum. Witzig sind seine Wesen nur vordergründig. Hinter der scheinbaren Harmlosigkeit seiner Gnome, stellt der Bildhauer Stephan Balkenhol fest, verbirgt sich Unheimliches, bis hin zum Voodoo.

### Kunst am Bau
2006 schuf Hüppi für den neuen Autobahn-Grenzübergang Rheinfelden (Baden) eine 4,60 Meter hohe Skulptur mit dem Titel „Golem“ aus farbig gefasster Bronze und Edelstahl, die den Einreisenden begrüßen soll; mit dem Edelstahlsockel verweist sie aber auch auf eines der wichtigsten stadtprägenden Bauwerke: mit der Stilisierung von Mühlrad, Turbine und Lager ist das Flusskraftwerk gemeint, mit dem Ende des 19. Jahrhunderts die Geschichte des badischen Rheinfelden erst richtig begann.
2016 wurde in Karlsruhe sein Brunnen „Uccellacci e uccellini“ für den Clara-Immerwahr-Haber-Platz jenseits der Rüppurrer Straße eingeweiht. Hüppi benannte den Brunnen nach einem Film von Pier Paolo Pasolini aus dem Jahr 1966 (Hüppis Interpretation: Große Vögel und kleine Vögel). Auch dieses Kunstwerk hat gesellschaftliche Aussagekraft, jenseits der bunten und wasserspeienden Vogelköpfe aus Edelstahl und Keramik. „Es ist das Befreiende, das ich in meinem Brunnen betone, das Lebendige. Hier darf man sich treffen ohne Vorurteile. Wir sind gleich. Bunt und Bundesrepublik“.

### Künstlerische Raumgestaltung
Skulpturen und Brunnen im öffentlichen Raum reihen sich nahtlos in eine weitere Dimension des Gesamtwerks ein: Die Raumgestaltung. Hüppi entwickelt Szenerien, die Innenräume in Kunst verwandeln und den öffentlichen Raum im Sinne von Stadtraumgestaltung oder Stadtumfeld-Verbesserung uminterpretiert. Mit Wasserspeier, Brunnenbecken, Liegestühlen, bis hin zu überdimensionierten eigenwilligen Schachfiguren greift Thaddäus Hüppi in die Idylle öffentlicher Räume und gipfelt in einer komplett inszenierten Raumausstattungen, die Hüppi im Künstlerkollektiv „Internett“ 1994 als Auftragsarbeit angeboten hat.

## Skulpturen im Öffentlichen Raum
- 2001 "großes Freischach" aus Kunstharz und Edelstahl in Lüdenscheid
- 2002 "Brunnenanlage", Beton, Stein, Bronze, in Dortmund
- 2002 "Sitzbank", Beton, Golfplatz Baden-Baden
- 2003 "Brunnen", laminiertes Epoxydharz, Olympiapark München
- 2004 "Wandrelief", Kunstharz, Realschule in Ludwigsburg
- 2004 "Brunnen", modellierter Beton, Dampfbad in Baden-Baden
- 2005 "große Säule", Bronze, Edelstahl, Freiburg
- 2005 "Wandfigur", Bronze, Justizzentrum in Würzburg
- 2006 schuf Hüppi für den neuen Autobahn-Grenzübergang (A861) Rheinfelden (Baden) eine 4,60 Meter hohe Skulptur mit dem Titel „Golem“ aus farbig gefasster Bronze und Edelstahl, die den Einreisenden begrüßen soll; mit dem Edelstahlsockel verweist sie aber auch auf eines der wichtigsten stadtprägenden Bauwerke: mit der Stilisierung von Mühlrad, Turbine und Lager ist das Flusskraftwerk gemeint, mit dem Ende des 19. Jahrhunderts die Geschichte des badischen Rheinfelden erst richtig begann.
- 2006 "Brunnen", Keramik, Staatliche Majolika, Karlsruhe
- 2007 "Bäcker", Bronze, Stahl, Berufsschulzentrum in München
- 2007 "Brunnen", Sandstein, Bronze, Marktplatz in Steinmauern
- 2008 "Brunnen", Bronze, Edelstahl, Relief, Baden-Baden
- 2009 "Sechs Figuren", Bronze, Edelstahl, München
- 2010 "Ortsschild". bemalter Edelstahl, Gemeinde Affental
- 2011 "landart", Installation, Gips, Wasser, Korea
- 2012 "Schimpferinstallation", Stoff, Gips, Audiotechnik, Freiburg
- 2016 wurde in Karlsruhe sein Brunnen „Uccellacci e uccellini“ für den Clara-Immerwahr-Haber-Platz jenseits der Rüppurrer Straße eingeweiht
- 2019 "École élémentaire bilingue", Schulschild, Grundschule in Baden-Baden

## Ausstellungen
- 2020: Mittelrhein-Museum Koblenz, „Johannes und Thaddäus Hüppi“
- 2016: "Die Bilder der Anderen", Kommunale Galerie Charlottenburg, Berlin
- 2016: "Verliebte Künstler", Künstlerbund Baden-Württemberg, Stuttgart
- 2013: "Verliebte Künstler" Süddeutscher Kunstverein, Kunsthalle am Hamburger Platz, Berlin
- 2012: "Eine Audiotour durch Baden-Württemberg" Kunsthalle Karlsruhe
- 2012: "aussichtKUNST" Freilichtausstellung Schlossberg, Freiburg
- 2012: "Alfonso und Thaddäus Hüppi" Kunstverein Offenburg, Mittelbaden
- 2012: "Win - Win" Kunsthalle am Hamburger Platz, Berlin
- 2012: "Das Eigene und Andere in der Fotografie - für Hanna Höch" Künstlerbund, Berlin
- 2012: "30 Jahre Kunstpreis" Gesellschaft der Freunde junger Kunst e.V., Baden - Baden
- 2011: "Leistungsschau" Kunsthalle am Hamburger Platz, Berlin
- 1996: Museum für Neue Kunst in Freiburg, Gemeinschaftsausstellung „4 Hüppi“ der Eltern Hüppi und ihrer beiden Söhne

## Auszeichnungen
- 2000 Preis Künstler in Baden-Baden der Gesellschaft der Freunde junger Kunst Baden-Baden
- 2002–2003 Arbeitsstipendium der Stiftung Kunstfonds
- 2005 Kunstpreis der Stadt Bühl